# Bastille Day
Bastille Day es una película de acción dirigida y coescrita por James Watkins. Es una coproducción entre Luxemburgo, Francia y Estados Unidos, producida por Anonymous Content, Vendôme Pictures, TF1 Films Production y StudioCanal. Es protagonizada por Idris Elba, Richard Madden, Charlotte Le Bon, Eriq Ebouaney y José Garcia. Fue estrenada en Reino Unido el 22 de abril de 2016 y el 13 de julio de 2016 en Francia.

## Reparto
- Idris Elba como Sean Briar.
- Richard Madden como Michael Mason.
- Charlotte Le Bon como Zoe Neville.
- Kelly Reilly como Karen Dacre.
- José Garcia como Victor Gamieux.
- Anatol Yusef como Tom Luddy.
- Eriq Ebouaney como Baba.

## Producción
El 11 de noviembre de 2013 Idris Elba es incluido al reparto del film. El 2 de octubre de 2014 también lo es Richard Madden. El 18 de mayo de 2014 Focus Features adquirió los derechos de distribución de la cinta en América del Norte. La fotografía principal comenzó el 13 de octubre de 2014 en París y el rodaje finalizó el 17 de diciembre de 2014.

## Recepción
Bastille Day recibió críticas mixtas por parte de los críticos. En Rotten Tomatoes la película tiene una calificación de 51%, con base en 47 críticas, con una calificación promedio de 5,28/10. En Metacritic posee una puntuación de 49 sobre 100, con base en 8 críticas, indicando «críticas medias o mixtas».